# Pollenia fumosa
Pollenia fumosa este o specie de muște din genul Pollenia, familia Calliphoridae. A fost descrisă pentru prima dată de Frederick Wollaston Hutton în anul 1901. Conform Catalogue of Life specia Pollenia fumosa nu are subspecii cunoscute.